# Gotlandsgruppen

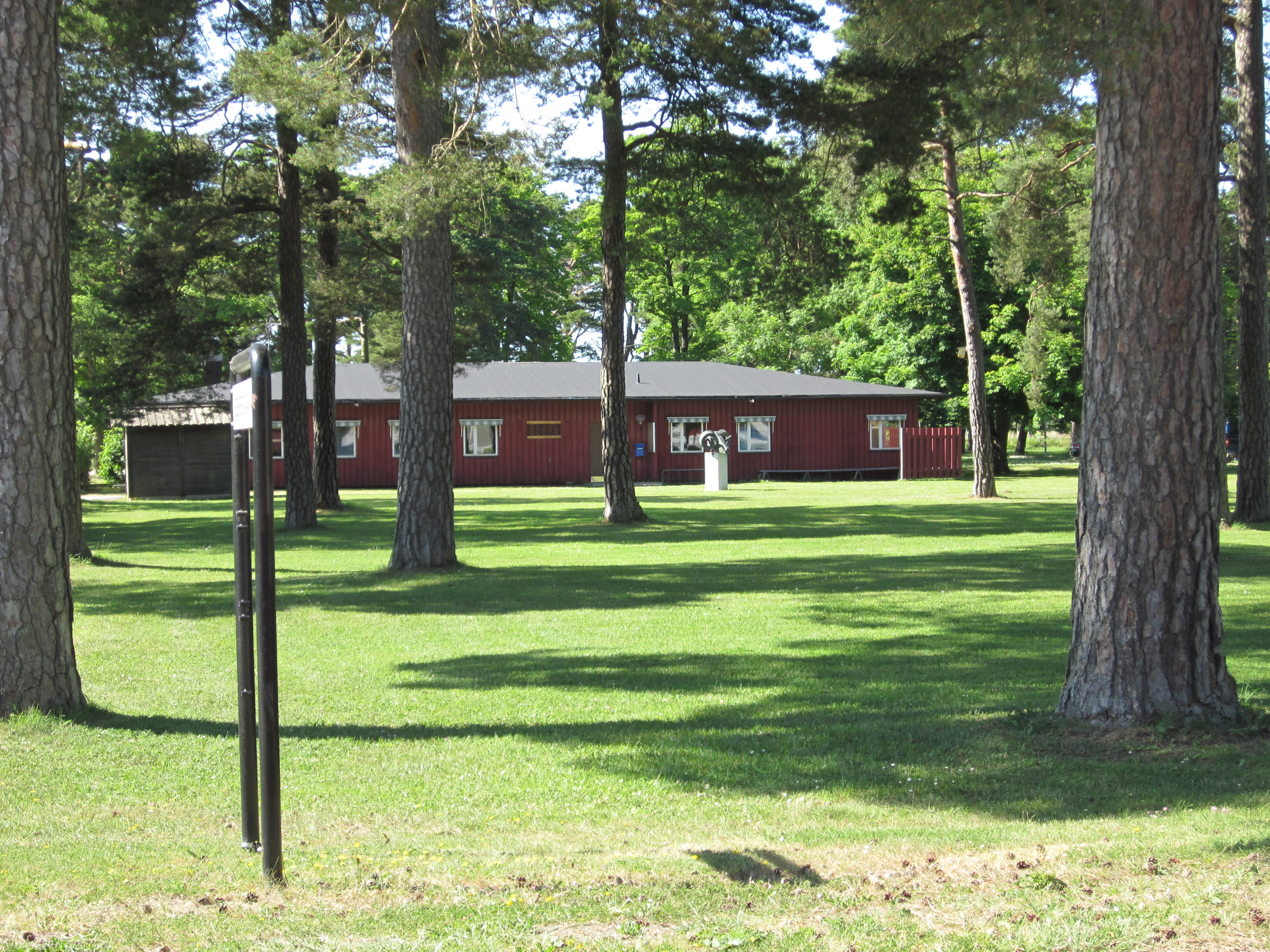
Gotlandsgruppens lokal på P 18:s gamla område.

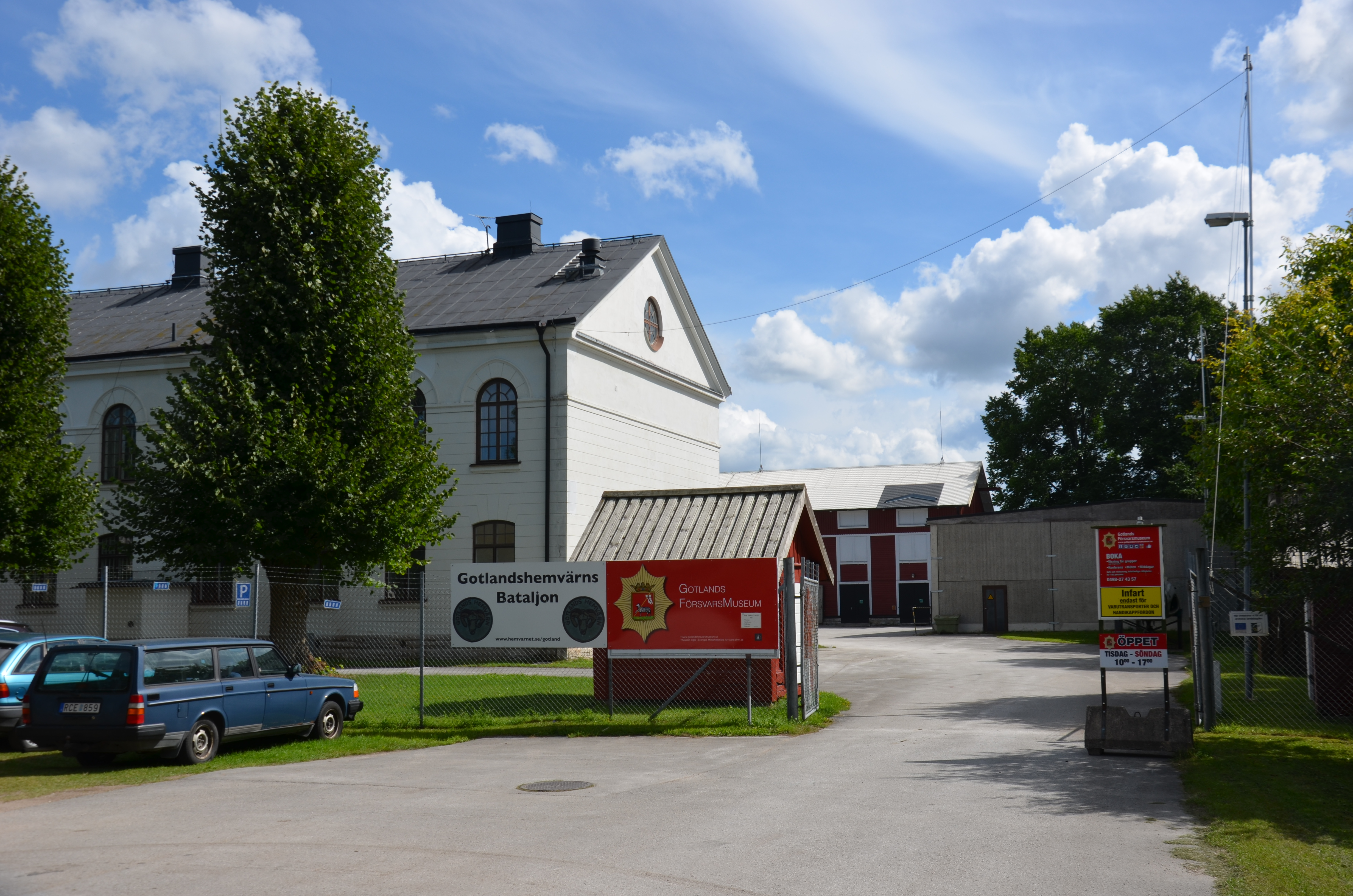
Gotlands hemvärnsbataljon vid Gotlands försvarsmuseum.

Gotlandsgruppen (GLG) är en svensk militärregiongrupp inom Hemvärnet som verkat i olika former sedan 2000. Förbandsledningen är förlagd i Visby garnison, Visby.

## Historia
Gruppens tidigare beteckning var Hemvärns- och Frivilligledningen (Hv/FrivL) och var en del av Gotlands regemente (P 18). Den har funnits på Visborgsslätt sedan mitten av 1980-talet och var dessförinnan lokaliserad till Visby innerstad. Som ett led i försvarsbeslutet 2000 avvecklades försvars- och militärområdena den 30 juni 2000, och från och med den 1 juli 2000 organiserades i dess ställe militärdistrikt. Därmed avvecklades bland annat Gotlands militärkommando. De nya militärdistrikten motsvarade geografiskt sett de gamla militärområdena. Den stora skillnaden var att militärdistrikten var den lägsta nivån där chefen var territoriellt ansvarig. Inom militärdistrikten organiserades militärdistriktsgrupper, i regel en för varje län. I Gotlands län organiserades den 1 juli 2000 Gotlandsgruppen, och som underställdes Gotlands militärdistrikt (MD G).
Inför försvarsbeslutet 2004 föreslog regeringen för riksdagen, efter förslag från Försvarsmakten, att reducera antalet militärdistriktsgrupper. Då det enligt Försvarsmakten skulle organiseras färre hemvärnsförband, men bättre utbildade och uppfyllda förband. Försvarsbeslutet innebar att Gotlands militärdistrikt att upplösas och avvecklades den 31 december 2004, vilket innebar att Gotlandsgruppen överfördes från den 1 januari 2005 till Mellersta militärdistriktet.
Den 2 juni 2005 presenterade regeringen sin proposition (2004/05:160) gällande en avveckling av militärdistriktsorganisationen. I propositionen hänvisades regeringen till att "I det framtida insatsförsvaret och den beslutade insatsorganisationen finns det inte längre krav på eller behov av regional eller territoriell ledning som motiverar en särskild ledningsorganisation". Därmed ansåg regeringen att militärdistriktsorganisationen kunde avvecklas, något som Försvarsmakten även i en framställan till regeringen den 7 mars 2005 föreslagit. I dess ställe skulle fyra ledningsgrupper för säkerhetstjänst och samverkan inrättas, där ledningsgrupperna lokaliserade till Boden, Stockholm, Göteborg och Malmö. Den 16 november 2005 antog riksdagen regeringens proposition, därmed beslutades att militärdistriktsorganisationen skulle upplösas och avvecklas den 31 december 2005. Vilket innebar att militärdistriktsgrupperna omorganiserades till utbildningsgrupper och underställdes ett utbildningsförband. Detta medförde att Gotlandsgruppen överfördes från Mellersta militärdistriktet (MD M) till att bli en enhet inom Amfibieregementet (Amf 1) från och med den 1 januari 2006.
Under 2014 påbörjades ett projekt inom Gotlandsgruppen tillsammans med Dalregementsgruppen, där en granatkastarpluton skulle rekryteras till respektive bataljon, under första halvåret och utbildas under det andra. Plutonerna kom att utrustas med en 120 mm Granatkastare m/41 och blev hemvärnets första granatkastarplutoner.
I samband med att Gotlands regemente bildades den 1 januari 2018, beslutades samtidigt att Gotlandsgruppen tillsammans med Gotlandsbataljonen förvaltningsmässigt skulle överföras från Amfibieregementet till Gotlands regemente. Från den 1 juli 2018 övertog chefen för Gotlands regemente befälet över Gotlandsgruppen och Gotlandsbataljonen.
För att påvisa anknytningen till militärregionen, lämnades den 1 januari 2023 begreppet utbildningsgrupp till förmån för det nya begreppet militärregionsgrupp. Det för att på ett tydligare sätt anknyta mot enhetens bidrag som ett av militärregionens krigsförband, med uppgifter såväl i fred som i krig.

## Verksamhet
Chefen Gotlandsgruppen är från den 1 juli 2018 direkt underställd chefen för Gotlands regemente. Gotlandsgruppens uppgifter är att utbilda, organisera och administrera hemvärnsförbanden i Gotlands län. Gruppen skall vidare stödja frivilliga försvarsorganisationer. Insatser i såväl fred som under kris och krig leds i allmänhet direkt av Gotlands regemente, men Gotlandsgruppen kan ges ledningsuppgifter som till exempel att avdela en militär insatschef (MIC).

## Förläggningar och övningsplatser
När Gotlandsgruppen bildades den 1 juli 2000 samlokaliserades förbandsledningen med Gotlands regemente på Visborgsslätt. Genom att regementet avvecklades genom försvarsbeslutet 2004, beslutades att Gotlandsgruppen senast den 30 juni 2006 skulle omlokaliserats till Visby flygplats.
Vid Visby flygplats är Gotlandsgruppens förbandsledningen samlokaliserade tillsammans med Blekinge flygflottiljs detachement F 17 Gotland och Sjöinfokompaniet samt delar ur Försvarsmaktens logistik (FMLOG). Gotlandsgruppen kommer under 2018 att flyttas till det nya området som uppförs till 18. stridsgruppen på Tofta skjutfält.

## Ingående enheter
Från den 1 januari 2012 stödjer samt utbildar Gotlandsgruppen en hemvärnsbataljon, Gotlandsbataljonen (32. hemvärnsbataljonen).

### Gotlandsbataljonen
- 32. hemvärnsbataljonstaben och ledningsplutonen
- 321. hemvärnsbevakningskompaniet
- 322. hemvärnsbevakningskompaniet
- 323. sjötransportplutonen
- 324. hemvärnsinsatskompaniet
- 325. hemvärnsflyggruppen

## Heraldik och traditioner
Gotlandsgruppen (GLG) är sedan 25 maj 2005 traditionsbärare för det gamla Gotlands regemente (P 18). Från den 1 juli 2012 överfördes traditionsansvaret för det gamla Gotlands regemente på utbildningsgruppens hemvärnsbataljon, Gotlandsbataljonen. I och med att det nya Gotlands regemente bildades den 1 januari 2018, övertog det regementet traditionerna från det gamla Gotlands regemente.

## Förbandschefer
- 2000–2006: Överstelöjtnant Rutger Bandholtz
- 2006–2007: Major Anders Österberg (tf.)
- 2007–2010: Överstelöjtnant Lars-Åke Permerud
- 2011–201?: Överstelöjtnant Hans Håkansson
- 201?–20xx: Överstelöjtnant Kermith Larsson

## Namn, beteckning och förläggningsort
| Gotlandsgruppen | 2000-07-01 | – |  |

| GLG | 2000-07-01 | – | 2019-12-31 |
| UGG | 2022-01-01 | – |            |

| Visby garnison/Visborgsslätt (F)   | 2000-07-01 | – | 2006-06-30 |
| Visby garnison/Visby flygplats (F) | 2006-07-01 | – |            |